# 劉文 (洪武進士)
劉文，江西龍泉縣（今遂川县）人。明朝政治人物、進士出身。

## 生平
劉文於洪武二十三年（1390年）中式庚午科鄉試，次年聯捷辛未科三甲進士。永樂年間任職廣東瓊州（今屬海南省）照磨。